# Bútove (Zarichne)
Bútove (ucraniano: Бу́тове) es un pueblo de Ucrania, constituido administrativamente como una pedanía del asentamiento de tipo urbano de Zarichne, en el raión de Varash de la óblast de Rivne.
En 2001, el pueblo tenía una población de 528 habitantes.
Se ubica unos 5 km al este de Výchivka, junto a la frontera con Bielorrusia.

## Historia
Antes de la fundación del actual municipio de Zarichne en 2020, el pueblo era una pedanía del consejo rural de Výchivka, en el raión de Zarichne.